# Hey Sexy Lady
Hey Sexy Lady è un brano del 2002 del cantante reggae Shaggy che vede la partecipazione di Brian e Tony Gold. Il brano è il primo estratto dall'album Lucky Day del 2002.

## Tracce
1. Hey Sexy Lady 3:21
2. Shaggy feat. Rikrok - It Wasn't Me (The Cartel Mix)  3:45
3. Shaggy - Dance & Shout (Dance Hall Mix)  4:26

## Classifiche
| Classifica(2002) | Posizione massima |
| ---------------- | ----------------- |
| Svizzera         | 18                |
| Austria          | 9                 |
| Francia          | 5                 |
| Paesi Bassi      | 4                 |
| Belgio           | 3                 |
| Svezia           | 14                |
| Italia           | 7                 |
| Australia        | 4                 |
| Nuova Zelanda    | 29                |